# Біллі Бадд (роман)
«Бі́ллі Бадд, матро́с» (англ. Billy Budd, Sailor), або «Біллі Бадд, фор-марсовий» (англ. Billy Budd, Foretopman), також часто скорочено просто «Бі́ллі Бадд» — роман американського письменника Германа Мелвілла. Написаний у 1891 році, є останнім твором у його бібліографії. За жанром його можна одночасно віднести і до пригодницького роману, і до психологічної драми. Цей твір відносять до класики американської літератури, його сюжет неодноразово інсценували у театрі та кіно.

## Історія
Замолоду Герман Мелвілл декілька років прослужив на китоловних і військових кораблях. Ці важкі часи пригод сповнили письменника різноманітними враженнями, які він описав у декількох своїх книгах, присвячених морській тематиці. Над повістю «Біллі Бадд, матрос» він почав працювати в листопаді 1888 року. Робота була завершена 9 квітня 1891 року, за три місяці до його смерті. Втім, деякі дослідники творчості Германа Мелвілла вважають цей твір незавершеним. Вдова письменника намагалась відредагувати записи, однак в окремих місцях так і не спромоглася зрозуміти творчий задум чоловіка, оскільки рукопис містив величезну кількість виправлень, вирізаних і наклеєних фрагментів. Погана транскрипція і неправильне тлумачення тексту через втручання редагувальниці згодом погіршать якість першого видання.
У серпні 1918 року професор Колумбійського університету Раймонд Вівер, перший біограф письменника, відвідав онуку письменника, Елеонору Мелвілл Меткалф, яка дала йому можливість працювати з усією письмовою спадщиною дідуся: рукописами, листами, фотографіями. Серед них у 1919 році Вівер знайшов раніше невідомий рукопис повісті. 1924 року його опублікували під назвою «Біллі Бадд, фор-марсовий» у повному зібранні творів Мелвілла, виданому в Лондоні. Ще дві варіації тексту побачили світ у 1928 та 1948 роках, однак вони істотно не відрізнялись від першого видання. 1962 року видавництво Чиказького університету видало нову версію, яка до сьогодні вважається основною і передруковувалась найбільше. 2017 року видавництво Північно-Західного університету видало виправлену версію твору, підготовану сучасним біографом Мелвілла Дж. Томасом Танселле. За останніми версіями, зокрема, назву твору змінено на «Біллі Бадд, матрос» як таку, що точніше відображає задум автора.

## Сюжет
Дії повісті розгортаються в 1797 році на тлі військового протистояння Великої Британії та Франції, де нещодавно спалахнула революція. В цей час англійський флот також «штормить»: за кілька місяців до зазначених подій у ньому спалахнув і був жорстоко придушений так званий Великий заколот.
Біллі Бадд належить до того типу моряків, яких називають красунчиками. Він не тільки має привабливу зовнішність, але і товариську вдачу, силу, спритність, завдяки чому є авторитетом у команді торговельного судна «Права людини». Звідти його насильно вербують на англійський військовий вітрильник. Тут Біллі показує себе якнайкраще, однак раптово за ним починають помічати дрібні недоліки, які сам Біллі пояснити не може. Старий матрос на прізвисько Данець натякає юнаку, що причина непорозумінь — неприязнь каптенармуса Джона Клеггерта. Біллі не вірить у це пояснення, адже підступний каптенармус завжди посміхається і приязно до нього говорить.
Одного разу вночі один з членів команди викликає Біллі на приватну розмову, під час якої пропонує підняти бунт. Цей хід — також таємна провокація Клеггерта. Однак чесний і щиросердий Біллі гаряче протестує проти запропонованої ганьби. Втім, наступного дня Бадд не повідомляє про нічний інцидент начальство, оскільки не хоче виглядати донощиком. Тим часом каптенармус не бездіяльний. Він зводить наклеп на Біллі перед самим капітаном — розважливим і мудрим Едвардом Ферфаксом Віром. Капітан відчуває недобрі наміри підлеглого, але хоче виявити його брехливість без зайвих свідків. У своїй каюті він влаштовує очну ставку між каптенармусом і матросом: Джон Клеггерт нахабно у вічі обвинувачує Біллі у спробі заколоту, той від обурення втрачає дар мови і гнівним ударом в обличчя несподівано вбиває наклепника.
Капітан скликає корабельний суд, на якому виступає свідком. Судді бачать невинність матроса і схиляються до його виправдання, однак капітан попри власну симпатію до Біллі Бадда наполягає на суворому дотриманні букви закону, який у таких випадках передбачає страту вбивці. На думку капітана це тим більше виправдано, оскільки неформальна м'якість суддів може небезпечно розхитати дисципліну команди. Бадду виносять смертний вирок. Капітан розмовляє з ним особисто за зачиненими дверима, після чого Біллі розуміє його аргументи. Матрос спокійно сприймає смерть і це справляє враження на команду, однак серед моряків вирує приховане обурення несправедливим вироком.
За кілька місяців після зазначених подій капітан Вір гине у символічному бою з ворожим кораблем під назвою «Атеїст». У газеті з'являється викривлене повідомлення, в якому Біллі Бадда показано мерзенним заколотником, а Джона Клеггерта — щирим патріотом.

## Аналіз твору
У заголовку повісті вказано, що це правдива історія. Побічним доказом її реального підґрунтя є газетна стаття, яку Герман Мелвілл процитував повністю у прикінцевій главі. Деякі дослідники вважають, що за основу письменник узяв історію, яка сталася на американському кораблі «Сомерс» (у повісті містяться посилання на неї).
Драматичне протиріччя між буквою закону й істинною справедливістю, яскраво висвітлені у цьому творі, зробили його культовим об'єктом досліджень в області права і літератури. Початкові інтерпретації одностайно вказували на те, що капітан Вір — жертва закону, вірність якому змушує його стратити неповинну людину задля блага суспільного порядку. Серед сучасних дослідників побутують різні думки: Річард Г. Вейсберг, професор конституційного права, стверджує, що капітан не мав повноважень виступати на цьому процесі одночасно як свідок, обвинувач, неформальний суддя і кат і що він викривив тогочасне законодавство (зокрема, Закон про бунт, Військові статті). Цю думку заперечує американський правник і суддя Річард Аллен Познер, посилаючись на те, що матрос здійснив замах проти вищої посадової особи.
Як і багато інших творів Мелвілла повість «Біллі Бадд, матрос» містить багато прихованих натяків, символів і філософських алегорій. Дослідники творчості письменника погоджуються з тим, що Герман Мелвілл показав у цій повісті протистояння між раціональним холодним розумом Джона Клеггерта і щирою поетичною вдачею Біллі Бадда. Гарольд Шехтер, американський дослідник серійних убивць, бачить у підступній неаргументовано-безкорисливій поведінці Клеггерта ознаки соціопата. На думку канадського кримінального психолога Роберта Хейра, Джон Клеггерт не був соціопатом, оскільки не виявляв схильності до порушення соціальних норм, натомість він мав риси психопата, оскільки був не здатен до співчуття і не зазнавав тиску сумління. Американська літературознавець Ів Кософскі Седжвік вважає, що посилання на надзвичайну красу Біллі Бадда, натяки на те, що вона викликала заздрість з боку Клеггарта і стала таємною причиною його ненависті, не випадкові. На її думку, це прихована вказівка на заборонений гомосексуальний потяг.

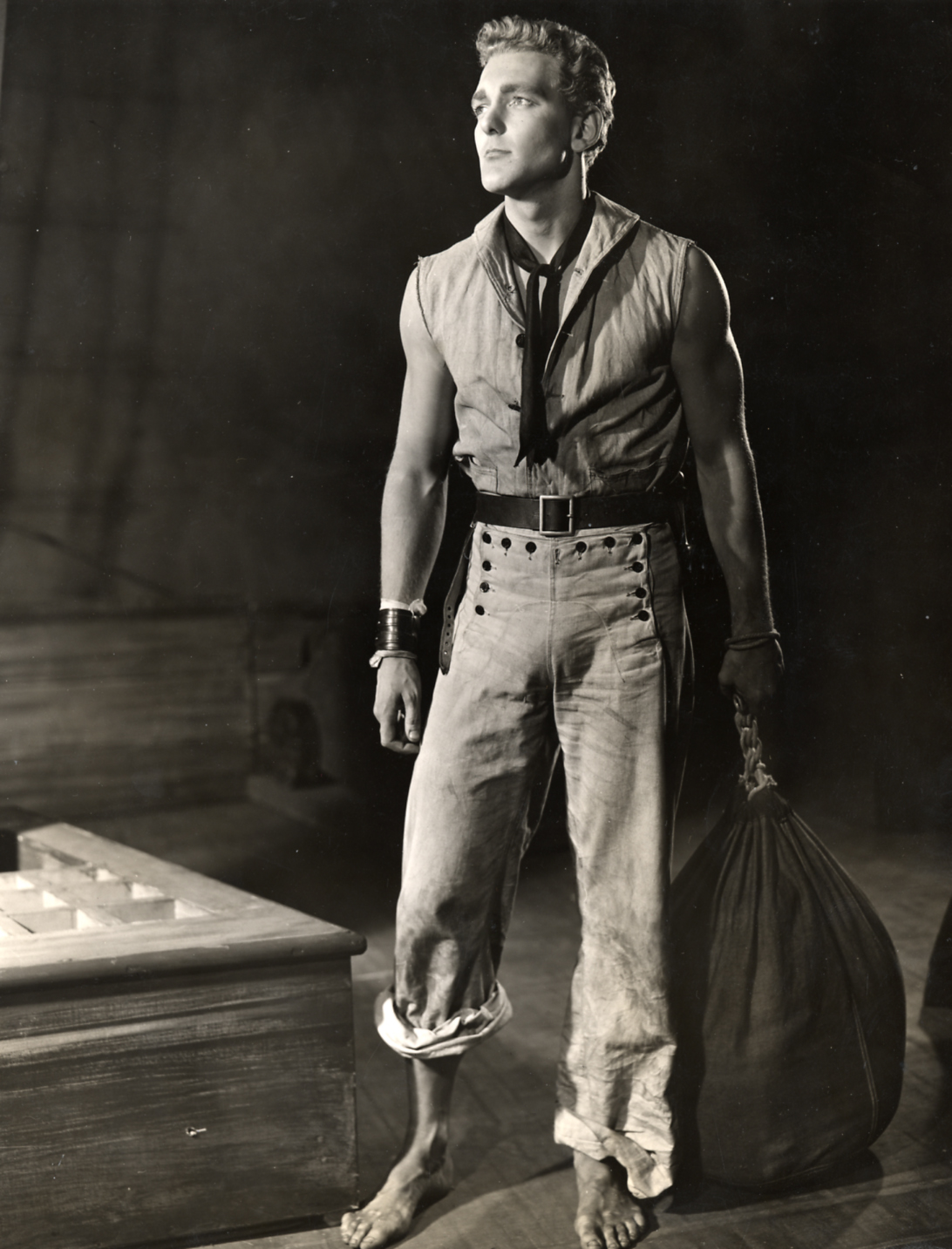
Актор Чарльз Нолт у ролі Біллі Бадда (1951).

## Критика
Першовідкривач рукопису Раймонд Вівер спочатку оцінив його художні якості не надто високо, однак після схвальних відгуків таких критиків як Девід Герберт Лоуренс і Джон Міддлтон Маррі-старший він змінив думку. Біограф Мелвілла Гершель Паркер назвав цю повість «шедевром». В англійській та американській літературі вона від моменту свого першодруку стала популярною і досі залишається такою, поступаючись відомістю тільки роману «Мобі Дік».
В Україні ця повість мало знана, натомість у західному світі її сюжет став основою для інших мистецьких творів. Вперше на театральній сцені «Біллі Бадда» зіграли на Бродвеї у 1949 році. Це була одноактна опера Джорджіо Федеріко Гедіні. У грудні 1951 року відбулася прем'єра опери «Біллі Бадд», партитуру до якої написав Бенджамін Бріттен, а лібрето — Едвард Морган Форстер та Ерік Кроз'єр. Це найвідоміше театральна постановка на основі оригінального сюжету. 1962 року вийшов однойменний фільм під режисурою Пітера Устінова. Сюжет повісті також покладений в основу сценарію кінострічки «Красива робота» (1999), яка розповідає про будні Французького іноземного легіону в Джибуті.